# Almagro (Samar)
Almagro ist eine philippinische Stadtgemeinde in der Provinz Samar. Sie hat 8942 Einwohner (Zensus 1. August 2015). Die Stadtgemeinde verwaltet Almagro Island und Karikiki Island.

## Baranggays
Almagro ist politisch in 23 Baranggays unterteilt.
| - Bacjao - Biasong I - Costa Rica - Guin-ansan - Kerikite - Lunang I (Look) - Lunang II - Malobago - Marasbaras - Panjobjoban I - Poblacion - Talahid | - Tonga-tonga - Imelda (Badjang) - Biasong II - Costa Rica II - Mabuhay - Magsaysay - Panjobjoban II - Roño - San Isidro - San Jose - Veloso |